# Куринный, Николай Иванович
Николай Иванович Куринный (6 января 1947, Лисичанск, Луганская область, Украинская ССР — 14 октября 2020) — советский футболист, нападающий, ранее защитник. Мастер спорта СССР с 1969 года. В составе «Судостроителя» выходил на поле в полуфинальном матче Кубка СССР 1969. В составе донецкого «Шахтёра» выступал в высшей лиге чемпионата СССР.

## Игровая карьера
Начинал играть в футбол в команде мастеров «Шахтёр» Кадиевка. В 1968 году по приглашению Юрия Войнова перешёл в николаевский «Судостроитель». В первом же сезоне участвовал в переходном турнире за место в высшей лиге. В 1969 году выходил на поле в полуфинальном матче Кубка СССР против львовских «Карпат». За высокие спортивные достижения в этом сезоне все игроки команды получили звание мастеров спорта СССР. В 1970—1972 годах играл в составе северодонецкого «Химика». Затем играл за спортивный клуб Киевского военного округа (в тот период СК «Чернигов»), команду «Кривбасс» Кривой Рог. В 1975 году Куринный вернулся в Северодонецк. Перешёл на тренерскую работу. Тренировал детские команды. С 1997 года тренер северодонецкого «Химика».

## Достижения

### Игрок
«Химик» Северодонецк
- Чемпион УССР в классе «Б» (1): 1970

### Тренер
«Химик» Северодонецк
- Серебряный призёр чемпионата Луганской области (2): 2007, 2008
- Обладатель Кубка Луганской области (1): 2013